# Середній Березів
Середній Бе́резів — село Косівського району Івано-Франківської області. Входить до складу Яблунівської селищної громади.

## Сучасність
У селі розташована церква Успіння Пресвятої Богородиці (отець Роман Шкабрій ) з чотирма давніми дзвонами.
2015 року на Покрову в одній з кімнат місцевої школи відкрито музей УПА.
У 2018 р. відкрита відновлена силами громади криївка УПА.
У 2023 році село очистили від радянської символіки.
У селі виступає футбольний клуб Ведмежа.

## Відомі люди
- Гладій Андроник Михайлович — військовий, громадський діяч; хорунжий Української Галицької армії та Армії УНР;
- Пасічанський Ярослав Іванович — художник декоративно-прикладного мистецтва, народний художник України (2008);
- Сулятицький Степан — сотник УГА, комендант коша Карпатської Січі, діяч ОУН;
- Сулятицький Мирослав Володимирович — лицар Срібного хреста заслуги УПА та Бронзового хреста бойової заслуги УПА;
- Симчич Василь Ілліч — український актор, драматург, заслужений артист УРСР.

## Галерея

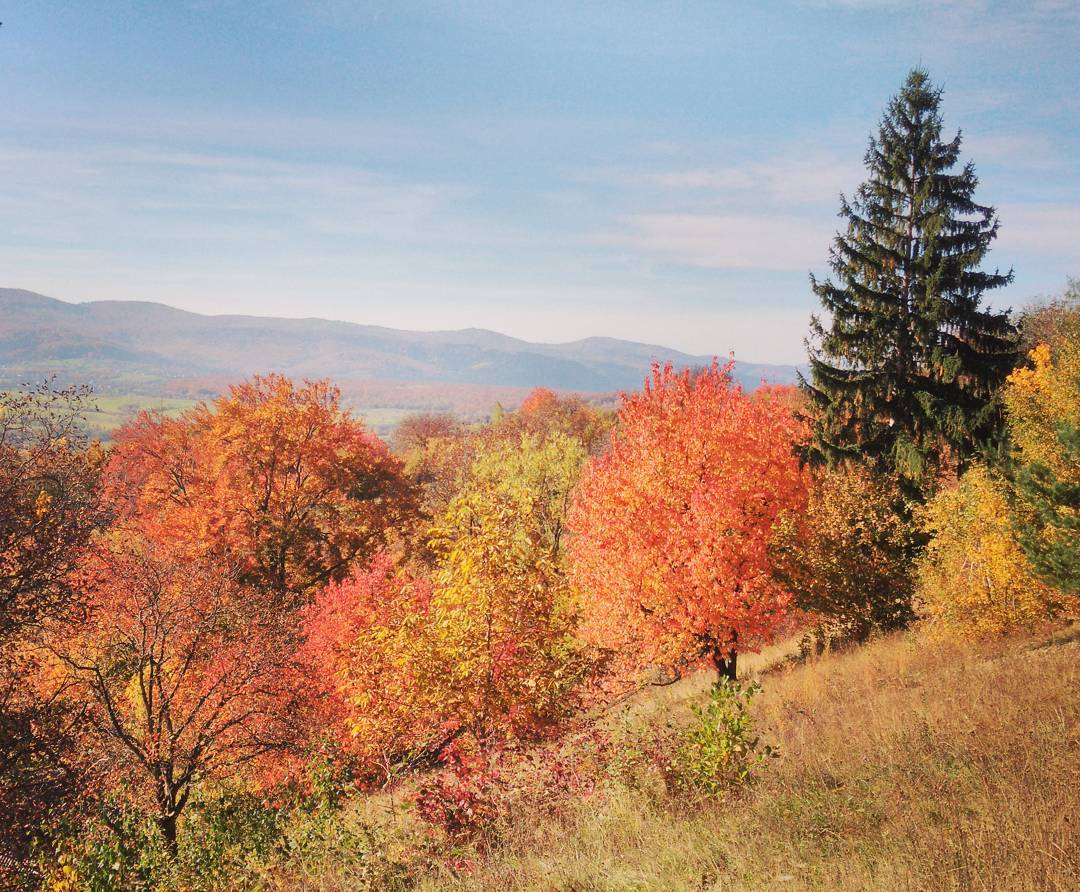
Осінь в Середньому Березові
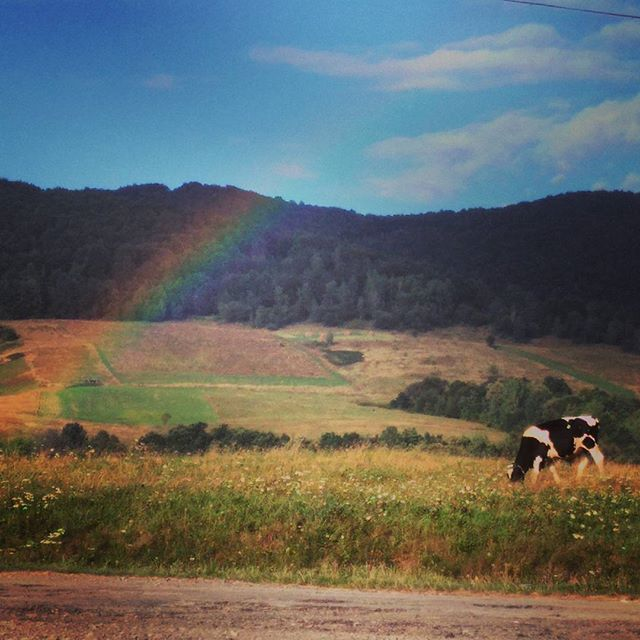
Корова на пасовищі
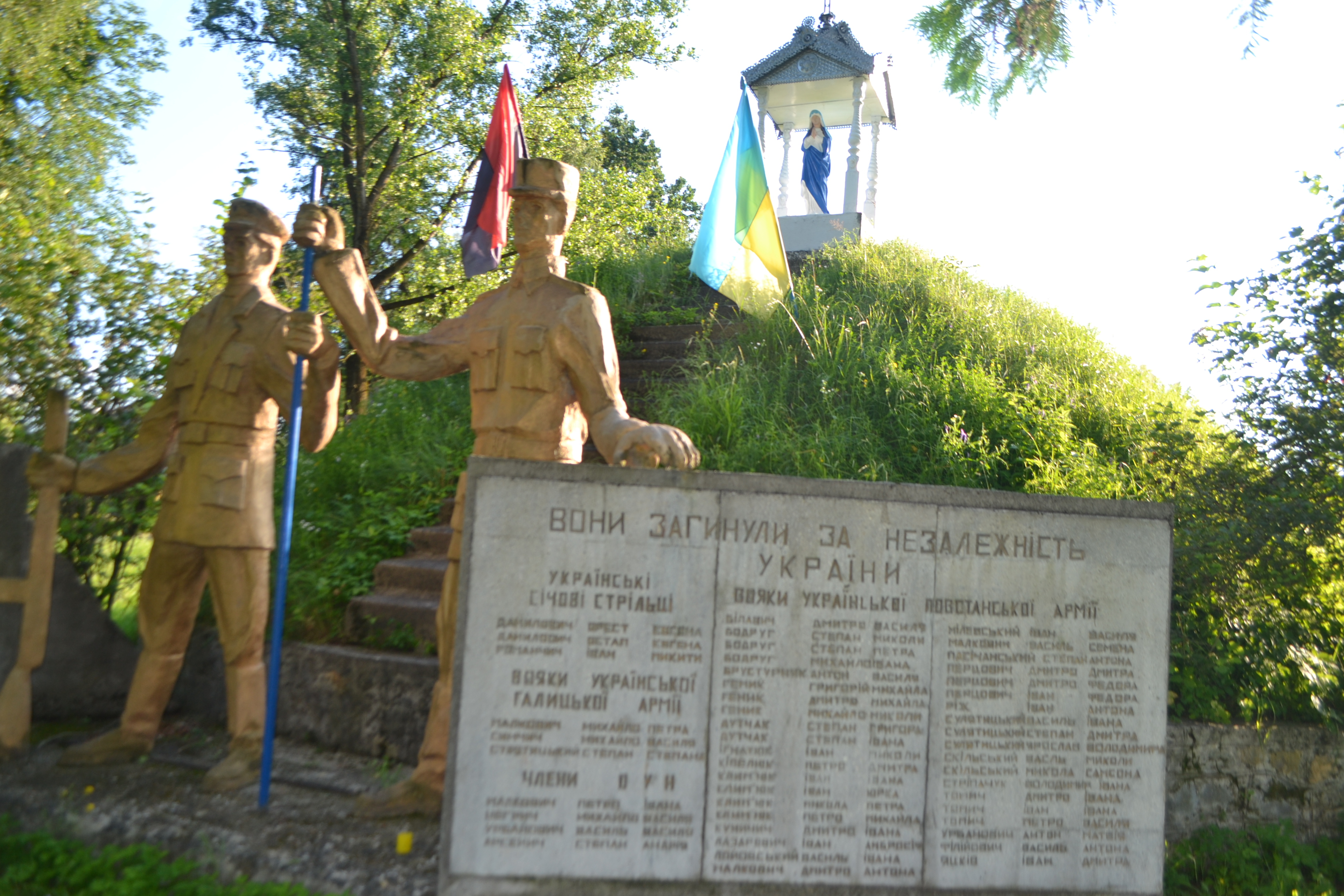
Символічна могила борцям за волю України